# 21441 Стівенконді
21441 Стівенконді (21441 Stevencondie) — астероїд головного поясу, відкритий 29 березня 1998 року.
Тіссеранів параметр щодо Юпітера — 3,456.